# Musca osiris
Musca osiris är en tvåvingeart som beskrevs av Christian Rudolph Wilhelm Wiedemann 1830. Musca osiris ingår i släktet Musca och familjen husflugor. Arten är reproducerande i Sverige. Inga underarter finns listade i Catalogue of Life.